# Thessia
Thessia este un gen de fluturi din familia Hesperiidae. 

## Specii
- Thessia athesis  (Hewitson, 1867) Venezuela, Columbia, Panama
- Thessia jalapus  (Plötz, 1881) Mexic, Belize